# 泽农·亚斯库瓦
泽农·亚斯库瓦（波蘭語：Zenon Jaskuła，1962年6月4日—），波兰男子自行车运动员。他曾代表波兰参加1988年夏季奥林匹克运动会自行车比赛，获得公路自行车男子团体计时赛银牌。